# Mark Gatiss
Mark Gatiss (Sedgefield, 1966. Október 17. –) Primetime Emmy-díjas angol színész, komikus, forgatókönyvíró, rendező, producer és regényíró. A Ki vagy, doki?, a Sherlock, a Trónok harca és a Drakula című sorozatok írásáról és bennük szerepléseiről ismert. Reece Shearsmith, Steve Pemberton és Jeremy Dyson mellett a The League of Gentlemen tagja.

## Élete
Gatiss az angliai Durham megyei Sedgefieldben született. Egy pszichiátriai kórházzal szemben nőtt fel, majd később Trimdonba, ezután apja állása miatt Heighingtonba költöztek. Szenvedélyei közé tartozott a Doctor Who és a Hammer Horror filmek nézése, Sherlock Holmes és H.G. Wells olvasása, valamint kövületek gyűjtése.
Gatiss színházművészetet tanult a Bretton Hall College-ban, ahol megismerte Reece Shearsmithet és Steve Pembertont, színész és írótársait.

## Karrierje

### Színészet

#### The League of Gentlemen
Gatiss a The League of Gentlemen szkeccskomédia csapat tagja, Reece Shearsmith, Steve Pemberton és Jeremy Dyson mellett.
A The League of Gentlemen színpadi fellépésként indult 1995-ben, amely 1997-ben elnyerte a Perrier-díjat az Edinburgh Festival Fringe-en. Ugyanebben az évben a műsor átkerült a BBC Radio 4-ra On the Town with the League of Gentlemen címmel, majd 1999-ben a BBC Two-n is megérkezett sorozatként. A sorozatért Gatiss és társai elnyerték egy British Academy Television díjat, egy Royal Television Society díjat és egy Golden Rose díjat. 2005-ben megjelent a The League of Gentlemen's Apocalypse című film.
Shearsmith és Pemberton később két sorozatot is írtak, a Psychoville-t és az Inside No. 9-t, amikben Gatiss vendégszerepléssel megjelenik. 2012-ben együtt szerepeltek a Horrible Histories című sorozat negyedik évadjában. 2023-ban újra összejöttek az Elveszett próféciák második évadjának negyedik epizódjában, amit Jeremy Dyson írt.

#### Sorozatok
A 2000-ben felelevenített Randall & Hopkirk (Deceased) című sorozat egyik írója, valamint a 2003-ban népszerű Angolkák című szkeccs-sorozat forgatókönyvének szerkesztője, mindkettőben vendégszerepelt. Szerepelt a Spaced című vígjátéksorozatban,az In the Red című vígjáték-drámában, Nighty Night című sitcomban, Agatha Christie: Marple-ben és a Catterick című sorozatban is.
Gatiss háromszor is szerepelt a Doctor Who-ban, 2007-ben, 2011-ben és 2017-ben.
Legismertebb szerepei közé tartozik Mycroft Holmes, Sherlock Holmes bátyja a BBC Sherlock sorozatban, amit együtt írt Steven Moffattal.
2014-ben szerepelt a Trónok harca negyedik évadában Tycho Nestorist alakítva,majd az ötödik és a hetedik évadban is megjelent.
Drakula gróf szolgatársa, Renfield mai megtestesülése/leszármazottjaként jelent meg saját sorozatában, a Drakula harmadik és egyben utolsó epizódjában.

#### Filmek
Gatiss kisebb szerepeket kapott az On-lányban, a  Match Pointban és a Fiatalság, Bolondságban. 2008-ban megszólaltatta Jakki hangját a 2006-os norvég animációs film,   Szabadítsátok ki Jimmyt!  angol DVD-kiadásában.
Filmadaptációt készített H. G. Wells Emberek a holdban című művéből a BBC-nek, amiben Cavor professzort alakította.

### Írás

#### Doctor Who
Gatiss gyermekkorában érdeklődött a Doctor Who iránt, és korai írásainak nagy részét ennek a sorozatnak szentelte, annak ellenére, hogy 1989-ben lemondták. Gatiss professzionális íróként megjelent legkorábbi munkája a Virgin Publishing New Adventures regénysorozata volt. Ezekben a munkákban megpróbálta kijavítani azokat a problémákat, amelyek az 1980-as évek végén a műsor lefújásához vezettek. A legelső forgatókönyvek, amiket Gatiss írt a P.R.O.B.E filmeké volt, amik Doctor Who spin-offok. 2005-ben újraindult a sorozat, amihez Gatiss kilenc epizódot írt, majdnem mindegyik évadban egyet. 2013-ban megírta az An Adventure in Space and Time című dokumentum-drámát, ami a sorozat létrehozásáról szól.

#### Sherlock
Gatiss közreműködött a Sherlock című sorozat megalkotásában és produceri munkájában Steven Moffattal, akivel korábban a Doctor Who-n és a Jekyll-en is együtt dolgozott. A 2010-ben bemutatott sorozat egy modernizált adaptációja a Sherlock Holmes történeteknek, amiben Gatiss Sherlock bátyját, Mycroftot alakítja. Gatiss négy epizódot írt egyedül, mindegyik évadban egyet. Moffattal együtt írta meg a harmadik évad második epizódját, A hármak jelét, a karácsonyi különkiadását,    A szörnyű menyasszonyt, és a finálét, A végső problémát.

#### További munkái íróként
Gatiss megírta James Whale filmrendező életrajzát. Az első regénye, ami nem a Doctor Who-ról szólt, a The Vesuvius Club volt, amiért jelölték egy British Book Awards-ra. Később írt további két könyvet folytatásként.
2017-ben Gatiss és Moffat újra összejöttek, hogy megírják a Drakula minisorozat három epizódját. A sorozat 2020-ben jelent meg a BBC One-on, majd később a Netflixen.

## Filmográfia
| Év                    | Eredeti cím                                    | Magyar cím                                      | Szerep                  |
| --------------------- | ---------------------------------------------- | ----------------------------------------------- | ----------------------- |
| 1994                  | P.R.O.B.E.: The Zero Imperative                |                                                 | Dr. William Bruffin     |
| 1995                  | P.R.O.B.E.: The Devil of Winterborne           |                                                 | Georgie                 |
| 1996                  | P.R.O.B.E.: Unnatural Selection                |                                                 | Mr. Emerson             |
| 1999–2002, 2017       | The League of Gentlemen                        | Kretének klubja                                 | Több                    |
| 2000                  | Randall & Hopkirk (Deceased)                   |                                                 | Large felügyelő         |
| 2001                  | Birthday Girl                                  | On-lány                                         | Porter                  |
| 2003                  | Bright Young Things                            | Fiatalság, bolondság                            | Ingatlanügynök          |
| 2003                  | Little Britain                                 | Angolkák                                        | Színházi ügynök         |
| 2004                  | Shaun of the Dead                              | Haláli hullák hajnala                           | Rádióműsorvezető / hang |
| 2004                  | Catterick                                      | Catterick                                       | Peter                   |
| 2004                  | Footballers' Wives                             | Futballistafeleségek                            | Teddy                   |
| 2004                  | Agatha Christie: A Life in Pictures            | Agatha Christie – Egy élet képekben             | Kenyon                  |
| 2004                  | Agatha Christie's Marple                       | Agatha Christie: Marple                         | Ronald Hawes            |
| 2004-2005             | Nighty Night                                   | Szép álmokat!                                   | Glen Bulb               |
| 2005                  | The Hitchhiker's Guide to the Galaxy           | Galaxis útikalauz stopposoknak                  | Hang                    |
| 2005                  | Match Point                                    | Match Point                                     | Ping pong játékos       |
| 2005                  | The League of Gentlemen's Apocalypse           |                                                 | Több / Önmaga           |
| 2005                  | Wallace & Gromit: The Curse of the Were-Rabbit | Wallace és Gromit és az elvetemült veteménylény | Miss Blight             |
| 2006                  | Starter for 10                                 | A nagy kvízválasztó                             | Bamber Gascoigne        |
| 2007, 2010–2011, 2017 | Doctor Who                                     | Ki vagy, doki?                                  | Több                    |
| 2007                  | Jekyll                                         | Jekyll                                          | Robert Louis Stevenson  |
| 2007                  | Grindhouse                                     | Grindhouse                                      | Áldozat                 |
| 2008                  | Sense and Sensibility                          | Értelem és érzelem                              | John Dashwood           |
| 2008                  | Agatha Christie's Poirot                       | Agatha Christie: Poirot                         | Leonard Boynton         |
| 2008                  | Free Jimmy                                     | Szabadítsátok ki Jimmyt!                        | Jakki                   |
| 2010                  | Midsomer Murders                               | Kisvárosi gyilkosságok                          | Giles Shawcross         |
| 2010                  | The First Men in the Moon                      | Emberek a holdban                               | Cavor professzor        |
| 2010–2017             | Sherlock                                       | Sherlock                                        | Mycroft Holmes          |
| 2012                  | Being Human                                    | A vámpír, a vérfarkas és a szellem              | Mr Snow                 |
| 2012                  | Inspector George Gently                        | George Gently – Igazság vagy gazság             | Stephen Groves          |
| 2014–2017             | Game of Thrones                                | Trónok harca                                    | Tycho Nestoris          |
| 2015                  | Victor Frankenstein                            | Victor Frankenstein                             | Dettweiler              |
| 2016                  | Dad's Army                                     | Az ükhadsereg                                   | Theakes ezredes         |
| 2016                  | Our Kind of Traitor                            | A mi emberünk                                   | Billy Matlock           |
| 2016                  | Absolutely Fabulous: The Movie                 | Pusszantalak, drágám – A film                   | Kiadó                   |
| 2016                  | Denial                                         | Tagadás                                         | Robert Jan van Pelt     |
| 2017                  | The Mercy                                      | A kegyelem                                      | Ronald Hall             |
| 2018                  | Christopher Robin                              | Barátom, Róbert Gida                            | Giles Winslow           |
| 2018                  | The Favourite                                  | A kedvenc                                       | Marlborough             |
| 2019, 2023            | Good Omens                                     | Elveszett próféciák                             | Harmony                 |
| 2020                  | The Father                                     | Az apa                                          | A férfi                 |
| 2020                  | Dracula                                        | Drakula                                         | Frank Renfield          |
| 2021                  | Locked Down                                    | Karantén meló                                   | Terry                   |
| 2021                  | Operation Mincemeat                            | A Vagdalthús-hadművelet                         | Ivor Montagu            |
| 2023                  | Mission: Impossible – Dead Reckoning           | Mission: Impossible – Leszámolás                | NSA                     |
| 2025                  | Mission: Impossible – The Final Reckoning      | Mission: Impossible – A végső leszámolás        | NSA                     |

## Díjak (válogatás)
- 2011: BAFTA TV Award (legjobb drámasorozat Sherlocknak)
- 2011: Banff Rockie Award (Best Continuing Series Sherlocknak epizód: Rózsaszín tanulmány)
- 2011: Peabody Award (Sherlocknak epizód: Rózsaszín tanulmány)
- 2011: RTS Television Award (Best Drama Series Sherlocknak)

## Fordítás
Ez a szócikk részben vagy egészben  a   Mark Gatiss című angol Wikipédia-szócikk ezen változatának fordításán alapul.  Az eredeti cikk szerkesztőit annak laptörténete sorolja fel. Ez a jelzés csupán a megfogalmazás eredetét és a szerzői jogokat jelzi, nem szolgál a cikkben szereplő információk forrásmegjelöléseként.